# Kay Swift
Katharine Faulkner "Kay" Swift (19 avril 1897 - 28 janvier 1993) est une compositrice américaine de musique populaire et classique. Elle est la première femme à avoir complètement composé une comédie musicale à succès. Écrite en 1930, la comédie musicale Fine and Dandy de Broadway comprend certaines de ses chansons les plus connues ; la chanson Fine and Dandy est devenue un standard de jazz. Can't We Be Friends? (1929) était sa plus grande chanson à succès.